# Friedrich Gauermann
Friedrich August Matthias Gauermann (20. září 1807 Miesenbach – 7. července 1862 Vídeň) byl rakouský krajinář a nejvýznamnější malíř zvířat rakouského biedermeieru.

## Život
Friedrich byl synem malíře krajin, kreslíře a rytce Jacoba Gauermanna (1772–1843). Jeho starší bratr Carl (1804–1829) vystudoval vídeňskou Akademii, ale zemřel ve 24 letech na malárii během studijního pobytu v Itálii. Friedrich se začal zajímat o umění až ve čtrnácti letech a nejprve se vyučil u svého otce. V letech 1822–1827 studoval na Akademii ve Vídni, ale pro jeho pozdější práci mělo větší význam kopírování starých mistrů (Potter, Wouwermann, Ruisdael, Everdingen, Dujardin und Roos) v tamějších sbírkách.
Malbě krajin se věnoval během dlouhých výletů do Štýrska, Salcburku a Tyrolska. Podnikl řadu studijních cest (Salzkammergut 1824, 1831, Drážďany 1827, Mnichov 1829, 1834, 1840, Benátky, 1838, 1843).
Věhlas získal již roku 1824, kdy jako osmnáctiletý představil své dva obrazy zvířat na vídeňské výstavě. Již následujícího roku dostal Friedrich Gauermann zakázky od hraběte Metternicha a francouzského velvyslance Caramana. Zájem kritiků vzbudil rovněž jeho obraz Bouře, vystavený 1929. Jeho obraz Rolníci na poli byl na vídeňské výstavě považován za nejpozoruhodnější dílo z roku 1834. V následujících letech pracoval pro objednavatele ze šlechtických rodů Colloredo, Esterházy, Liechtenstein, Lobkowitz, Schwarzenberg, Clary, Czernin, Kolowrat, Rohan, Nassau a pro rodiny významných podnikatelů. Roku 1836 byl vybrán jako krajinář do k.k. Akademie der bildenden Künste a roku 1861 se stal členem Kunstlerhaus Wien.
V roce 1838 se oženil s Elizabeth Kurtz. Po roce 1848 se stále častěji vracel do svého rodiště. Zemřel v 54 letech ve vídeňské čtvrti Laimgrube roku 1862. Ve Vídeňském centru je po něm a jeho otci pojmenována ulice. V jeho rodné obci Miesenbach, v části Scheuchenstein byla roku 1912 založena škola, od roku 1963 Gauermannova škola, v níž je od roku 1976 Gauermannovo muzeum.

### Ocenění
- 1845 Lucemburský Řád dubové koruny krále Wilhelma II. Nizozemského

## Dílo
Gauermann se specializoval na žánrové obrazy venkovského života a divokých zvířat, zasazené do přírodních scenérií. Je považován za jednoho ze zakladatelů vídeňské realistické malby a za nejvýznamnějšího malíře zvířat rakouského biedermeieru. Kromě technické bravury vynikal také jako pečlivý pozorovatel přirozeného života zvířat, který dokázal správně znázornit množství detailů a věrně podat přirozené barvy. Gauermannovo dílo představuje 1185 olejomalb a 174 kreseb. Po jeho smrti bylo 53 obrazů vybraných rakouským Kunstvereinem vydáno jako grafické listy. V následující generaci ovlivnil malíře Josepha Heicke.

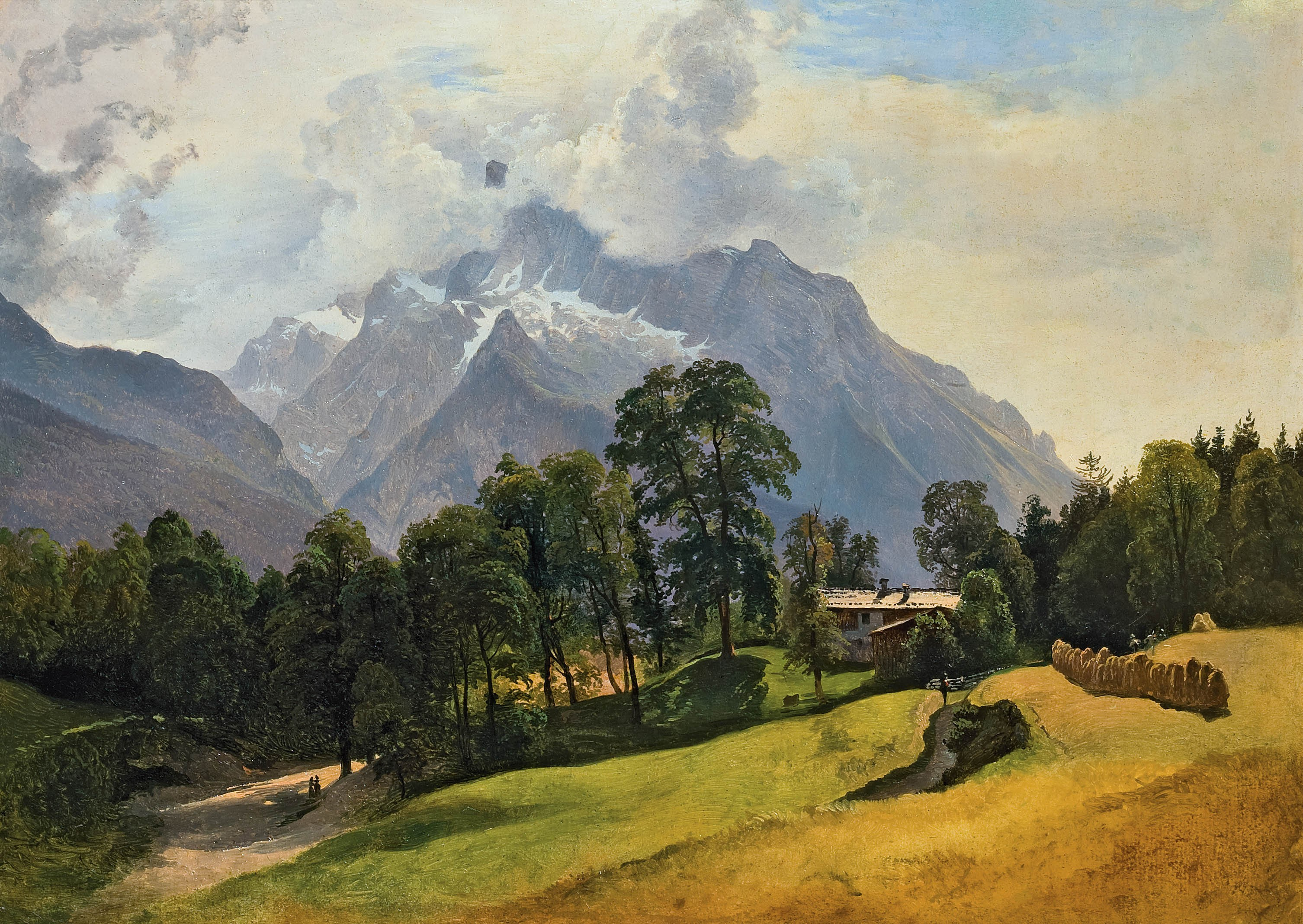
Horský štít u Berchtesgadenu, soukr. sbírka
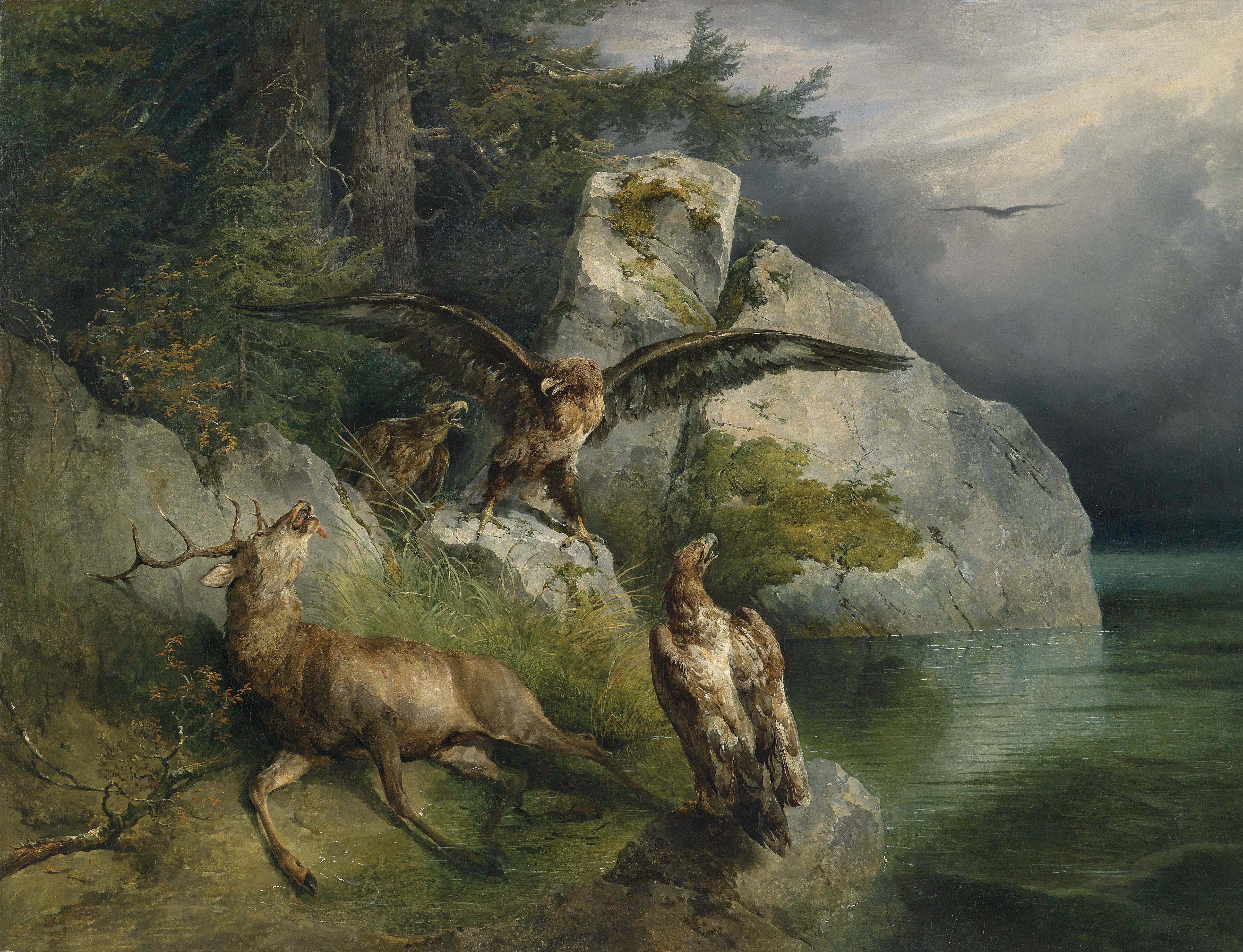
Orli a zraněný jelen (1836)
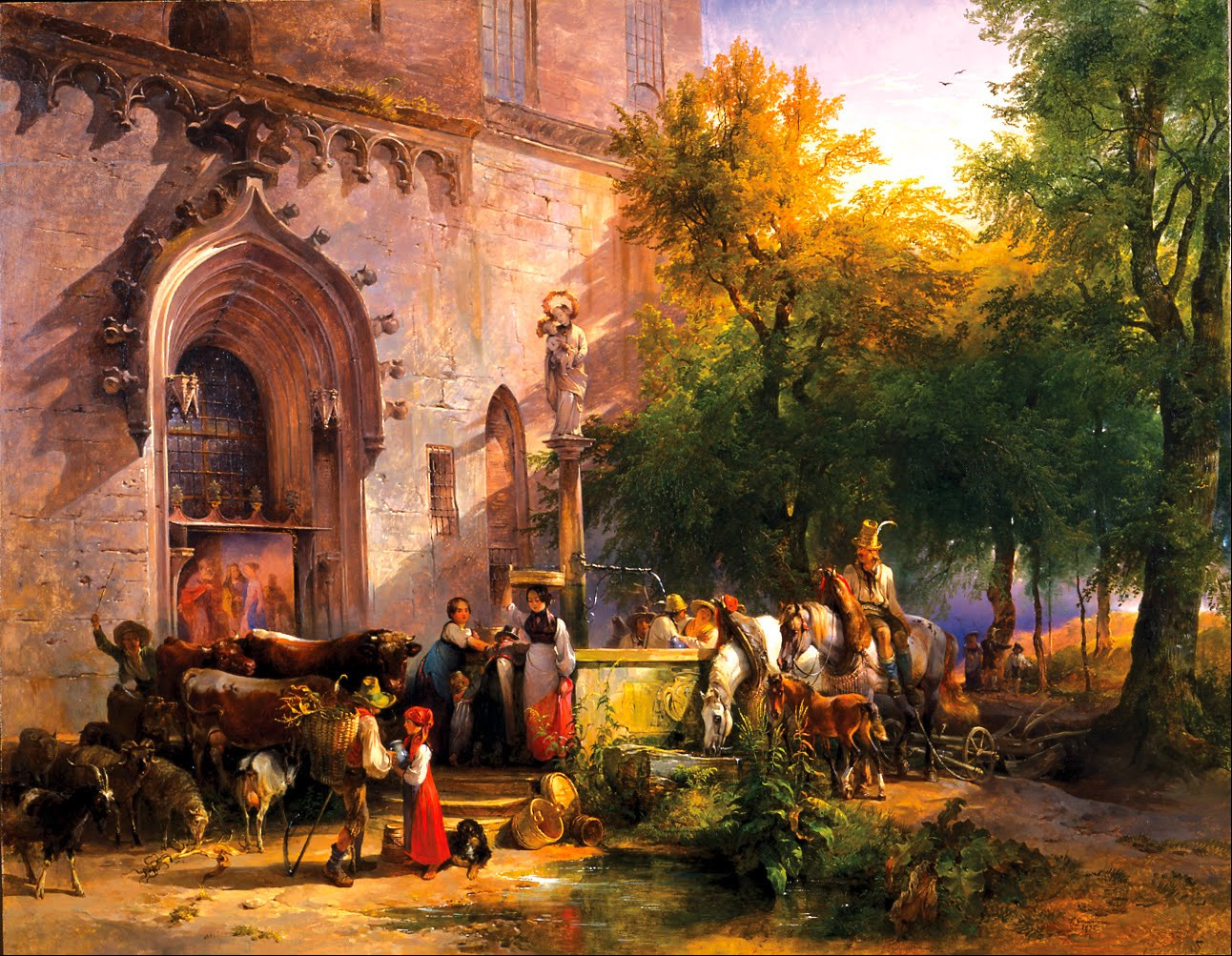
U klášterní studně (1836) - Google Art Project
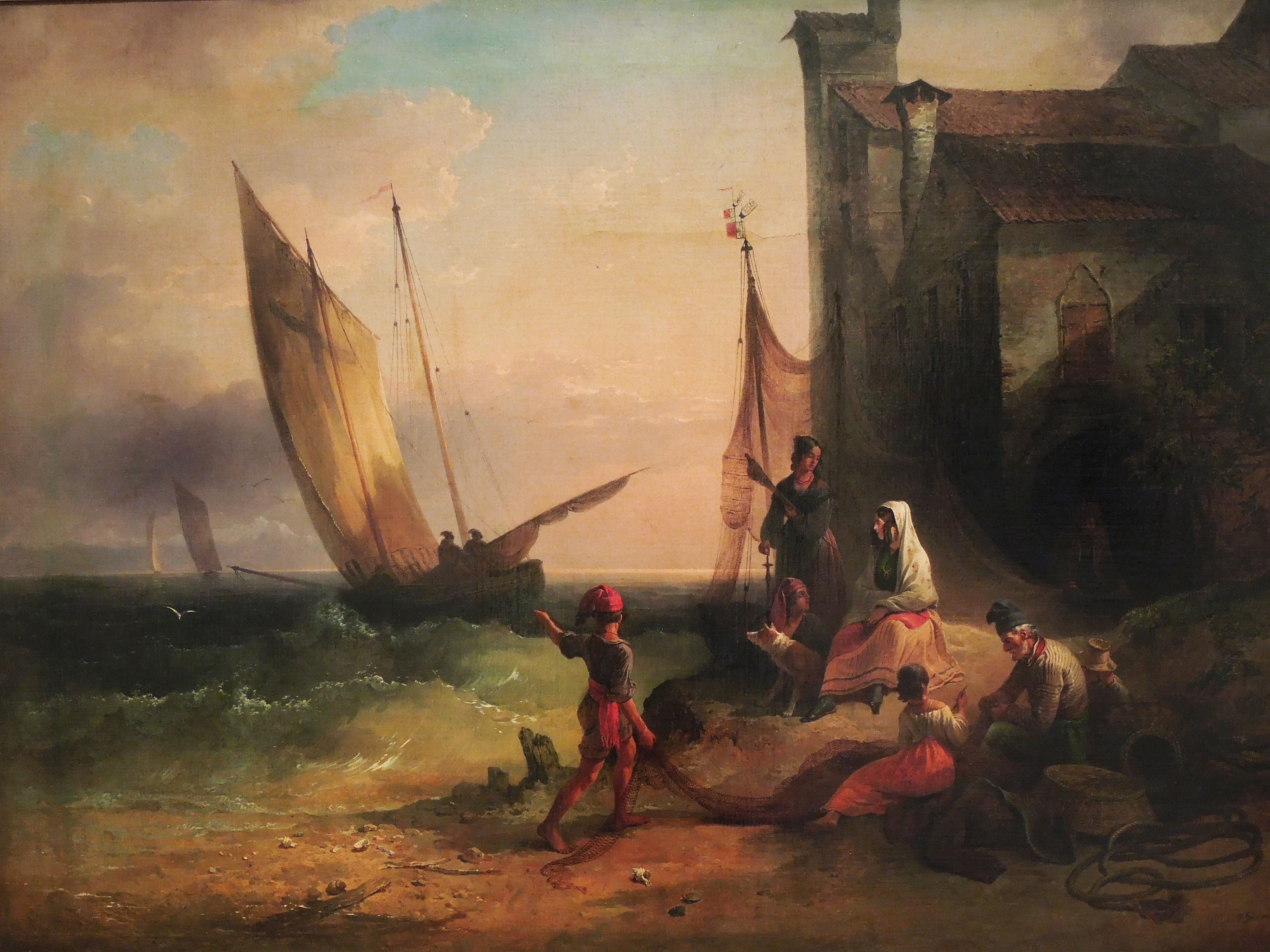
Rybářská rodina z Chioggia (1838)
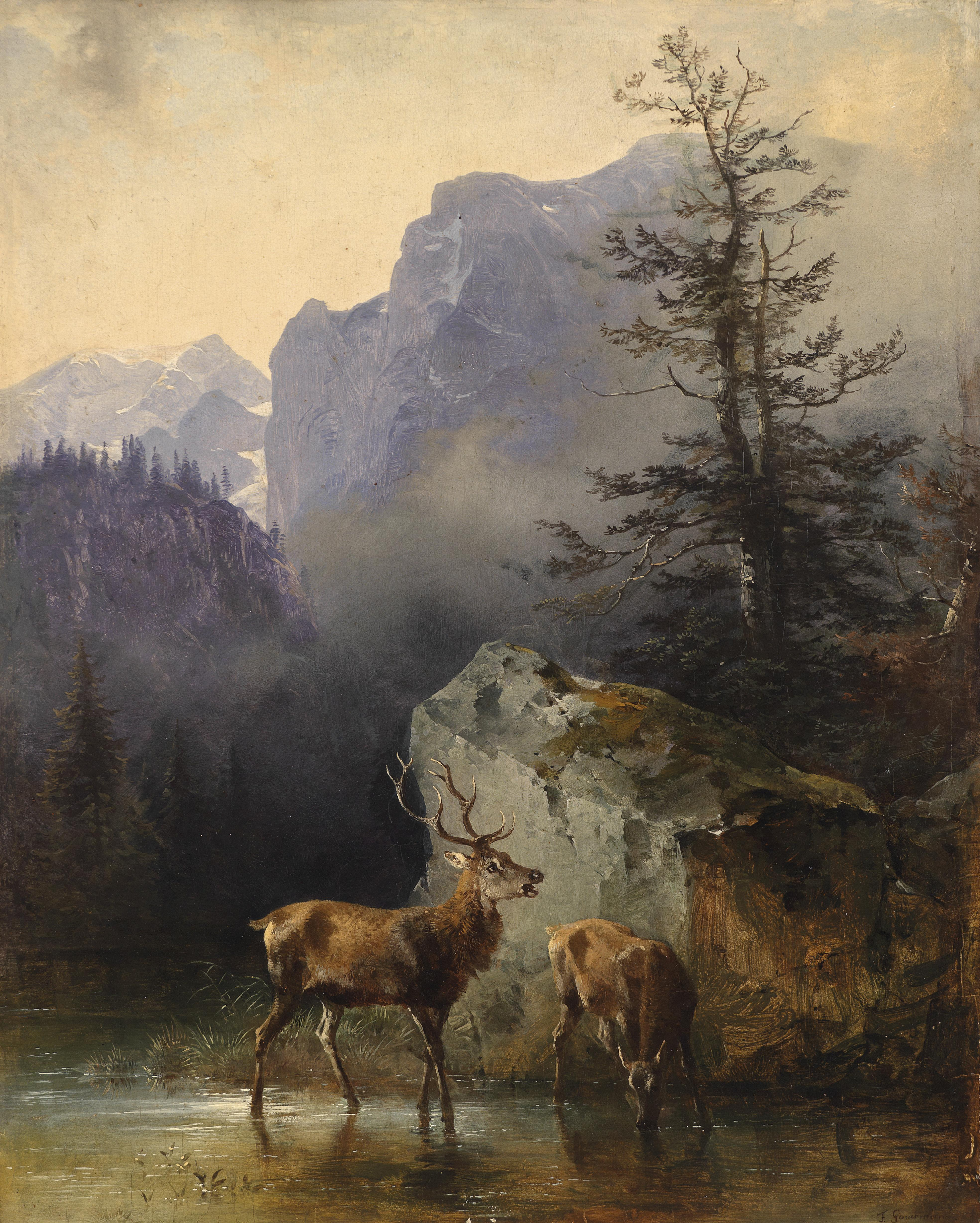
Jelen a laň u napajedla (1862), sbírka Franze Josefa I.

### Známá díla
- Lišky s kořistí, tempera, dřevo, 1830, Muzeum umění Olomouc
- Býk (60. léta), olej, papír na plátně, Národní galerie v Praze, odkaz Josefa Hlávky
- Dravci u kořisti, lept (2. třetina 19. stol.), SGVU v Litoměřicích
- Umírající jelen na břehu jezera a dva supi, lept, Muzeum umění Olomouc
- Orli u zraněného jelena, mědiryt, Muzeum umění Olomouc

### Výstavy (výběr)
- 2000 Konec světa? / The End of the World?, Palác Kinských, Praha
- 2010/2011 Donátoři, mecenáši, sběratelé / Donatoren, Mäzene, Sammler, Místodržitelský palác Brno

### Zastoupení ve sbírkách
- Národní galerie Praha
- Muzeum umění Olomouc
- Muzeum města Brna
- Severočeská galerie výtvarného umění v Litoměřicích